# Alan Tilvern
Alan Tilvern (Londra, 5 novembre 1918 – Londra, 17 dicembre 2003) è stato un attore britannico.

## Carriera
È conosciuto soprattutto per il ruolo di RK Maroon nel film Chi ha incastrato Roger Rabbit.

## Filmografia parziale

### Cinema
- Jean's Plan, regia di A.C. Hammond (1946)
- Mr. Mergenthwirker's Lobblies, regia di Eric Fawcett (1947)
- The Adding Machine, regia di Eric Fawcett (1948)
- Strada senza ritorno (The Small Voice), regia di Fergus McDonell (1948)
- I trafficanti della notte (Night and the City), regia di Jules Dassin (1950)
- Cairo Road - Sulla via del Cairo (Cairo Road), regia di David MacDonald (1950)
- Le avventure del capitano Hornblower, il temerario (Captain Horatio Hornblower R.N.), regia di Raoul Walsh (1951)
- I cavalieri della Tavola Rotonda (Knights of the Round Table), regia di Richard Thorpe (1953)
- Sangue misto (Bhowani Junction), regia di George Cukor (1956)
- L'uomo che vide il suo cadavere (House of Secrets), regia di Guy Green (1956)
- Acqua alla gola (Chase a Crooked Shadow), regia di Michael Anderson (1958)
- Non c'è tempo per morire (Tank Force!), regia di Terence Young (1958)
- Gli evasi di Fort Denison (The Siege of Pinchgut), regia di Harry Watt (1959)
- Troppo caldo per giugno (Hot Enough for June), regia di Ralph Thomas (1964)
- Rasputin, il monaco folle (Rasputin: The Mad Monk), regia di Don Sharp (1966)
- Khartoum, regia di Basil Dearden (1966)
- I redivivi (The Frozen Dead), regia di Herbert J. Leder (1966)
- Il rivoluzionario (The Revolutionary), regia di Paul Williams (1970)
- Ma il tuo funziona... o no? (Percy's Progress), regia di Ralph Thomas (1974)
- Amore e guerra (Love and Death), regia di Woody Allen (1975)
- Superman, regia di Richard Donner (1978)
- Obiettivo Brass (Brass Target), regia di John Hough (1978)
- Firefox - Volpe di fuoco (Firefox), regia di Clint Eastwood (1982)
- La piccola bottega degli orrori (Little Shop of Horrors), regia di Frank Oz (1986)
- Il grande odio (A Time of Destiny), regia di Gregory Nava (1988)
- Chi ha incastrato Roger Rabbit (Who Framed Roger Rabbit), regia di Robert Zemeckis (1988)

### Televisione
- They Flew Through Sand, regia di Michael Barry – film TV (1946)
- The Golden Door, regia di Sylvia Regan – film TV (1951)
- Lilli Palmer Theatre – serie TV, 2 episodi (1955-1956)
- Missione segreta (Espionage) – serie TV, episodi 1x07-1x22 (1963-1964)

## Doppiatori italiani
- Glauco Onorato in Sangue misto
- Ferruccio Amendola in Khartoum
- Mario Erpichini in Firefox - Volpe di fuoco
- Renato Mori in Chi ha incastrato Roger Rabbit